# In Too Deep (Tijana Bogićević-dal)
Az In Too Deep (magyarul: Túl mélyen) a szerb Tijana Bogićević dala, mellyel Szerbiát képviselte a 2017-es Eurovíziós Dalfesztiválon, Kijevben. A dal belső kiválasztás során nyelte el az eurovíziós indulás jogát, és 2017. március 11-én mutatták be.

## Eurovíziós Dalfesztivál
A dalt az Eurovíziós Dalfesztiválon a május 11-i második elődöntőben adta elő, fellépési sorrendben elsőként az Ausztriát képviselő Nathan Trent Running on Air című dala előtt. Az elődöntőben a tizenegyedik helyen végzett, így nem jutott tovább a május 13-i döntőbe.
A következő szerb induló Sanja Ilić és a Balkanika Nova deca című dala volt a 2018-as Eurovíziós Dalfesztiválon.